# Samsung Galaxy A90 5G
Il Samsung Galaxy A90 5G è un phablet Android prodotto da Samsung Electronics come parte della sua serie Galaxy A. È il primo smartphone Samsung della serie A a supportare la connettività di rete 5G. Il Galaxy A90 5G è stato presentato in Corea del Sud il 3 settembre 2019.

## Specifiche

### Hardware
Il Samsung Galaxy A90 5G ha un display Full HD+ da 6,7" (risoluzione 1080 × 2400 pixel) Super AMOLED Infinity-U con aspect ratio 20:9, protetto da vetro Gorilla Glass 6 e un notch a forma di U contenente la fotocamera frontale. Il telefono possiede 6 o 8 GB di RAM (in base al taglio scelto e 128 GB di memoria interna UFS 3.0. La memoria è espandibile fino a 512 GB tramite scheda microSD.
Il telefono misura 164,8 × 76,4 × 8,4 mm e pesa 206 grammi e incorpora una batteria ai polimeri di litio da 4500 mAh, non removibile dall'utente e con supporto alla ricarica rapida a 25 watt.
Ha connettività GSM, HSPA, LTE, 5G, Wi-Fi 802.11 a/b/g/n/ac dual-band, Wi-Fi Direct, hotspot, Bluetooth 5.0 con A2DP ed LE, USB-C 3.1, A-GPS, GLONASS, BeiDou, GALILEO e NFC. Non è dotato di jack audio da 3,5 mm.

#### Fotocamera
Il telefono ha una fotocamera a tripla lente composta da un obiettivo principale da 48 MP con f/2.0, un obiettivo grandangolare da 8 MP con f/2.2 e un campo visivo di 123 gradi e un sensore di profondità da 5 MP. Il sensore di profondità 3D può funzionare con gli altri obiettivi per simulare un effetto Bokeh attraverso una modalità di "messa a fuoco live". C'è una fotocamera frontale da 32 MP con f/2.0, che supporta anche la modalità di messa a fuoco live. La qualità di registrazione video massima per la fotocamera posteriore è 4K a 30 fps ed al rallentatore in HD a 960 fps, mentre per quella anteriore è il Full HD a 30 fps.

### Software
Inizialmente il Galaxy A90 5G è stato immesso sul mercato con Android Pie e One UI 1.5 di Samsung.
È stato poi aggiornato ad Android 10 con One UI 2.0, successivamente passata alla versione 2.5.
Fra la fine di marzo e l'inizio aprile 2021, ha cominciato a ricevere l'aggiornamento ad Android 11 con One UI 3.1.
Dalla fine di marzo 2022 comincia a ricevere l'aggiornamento ad Android 12 con One UI 4.1.